# Хросля
Хросля (пол. Chrośla) — село в Польщі, у гміні Дембе-Вельке Мінського повіту Мазовецького воєводства.
Населення — 917 осіб (2011).
У 1975-1998 роках село належало до Седлецького воєводства.

## Демографія
Демографічна структура станом на 31 березня 2011 року:
|          | Загалом | Допрацездатний вік | Працездатний вік | Постпрацездатний вік |
| -------- | ------- | ------------------ | ---------------- | -------------------- |
| Чоловіки | 462     | 115                | 301              | 46                   |
| Жінки    | 455     | 79                 | 292              | 84                   |
| Разом    | 917     | 194                | 593              | 130                  |